# 323 Brucia
323 Brucia је астероид главног астероидног појаса. Приближан пречник астероида је 35,82 km,
а средња удаљеност астероида од Сунца износи 2,382 астрономских јединица (АЈ).
Инклинација (нагиб) орбите у односу на раван еклиптике је 24,225 степени, а орбитални период износи 1343,516 дана (3,678 године). Ексцентрицитет орбите астероида износи 0,300.
Апсолутна магнитуда астероида износи 9,73 а геометријски албедо 0,176.
Астероид је откривен 22. децембра 1891. године.